# سلطانة (فلم)
سلطانة فيلم سينمائي سوري من إنتاج العام 1966 وهو أول أفلام الفنانة منى واصف.

## قصة الفيلم
(سلطانة) فتاة بدوية تعيش في الصحراء وتشعر بالملل من حياتها الرتيبة في القبيلة، فتسعى للذهاب إلى المدينة. لتقع في حب شاب وسيم، جميل الصوت يهوى الغناء ويحاول تحقيق حلمه بأن يصبح مطربًا مشهورًا. تفشل محاولات (سلطانة) العديدة في الهرب، يعرض عليها الزواج ليسافرا للمدينة لتحقيق حلمهما.

## فريق العمل
قصة وسيناريو وحوار: رضا ميسر
إخراج: رضا ميسر
إنتاج: شركة سيريا فيلم (تحسين القوادري)
تصوير: محمد الرواس
غنت الفنانة سمورة 4 أغاني في هذا الفيلم:
حنا الوفي، صباح الخير يا قلبي، ما بيرضيني، يارب إله الكون

## بطولة
- فهد بلان

- منى واصف

- إبراهيم خان

- سمورة

- فريال كريم

- محمد الدكش

- يعقوب أبو غزالة

- نوار فؤاد

- صبري عياد

- صلاح قصاص

- محمد جبولي

- عبد الرحمن نور الله

- سميرة شفيق

- نزار فؤاد

- ياسين عرفة

## وصلات خارجية
- مقالات تستعمل روابط فنية بلا صلة مع ويكي بيانات
- سلطانة على كاروهات